# Carro de golf

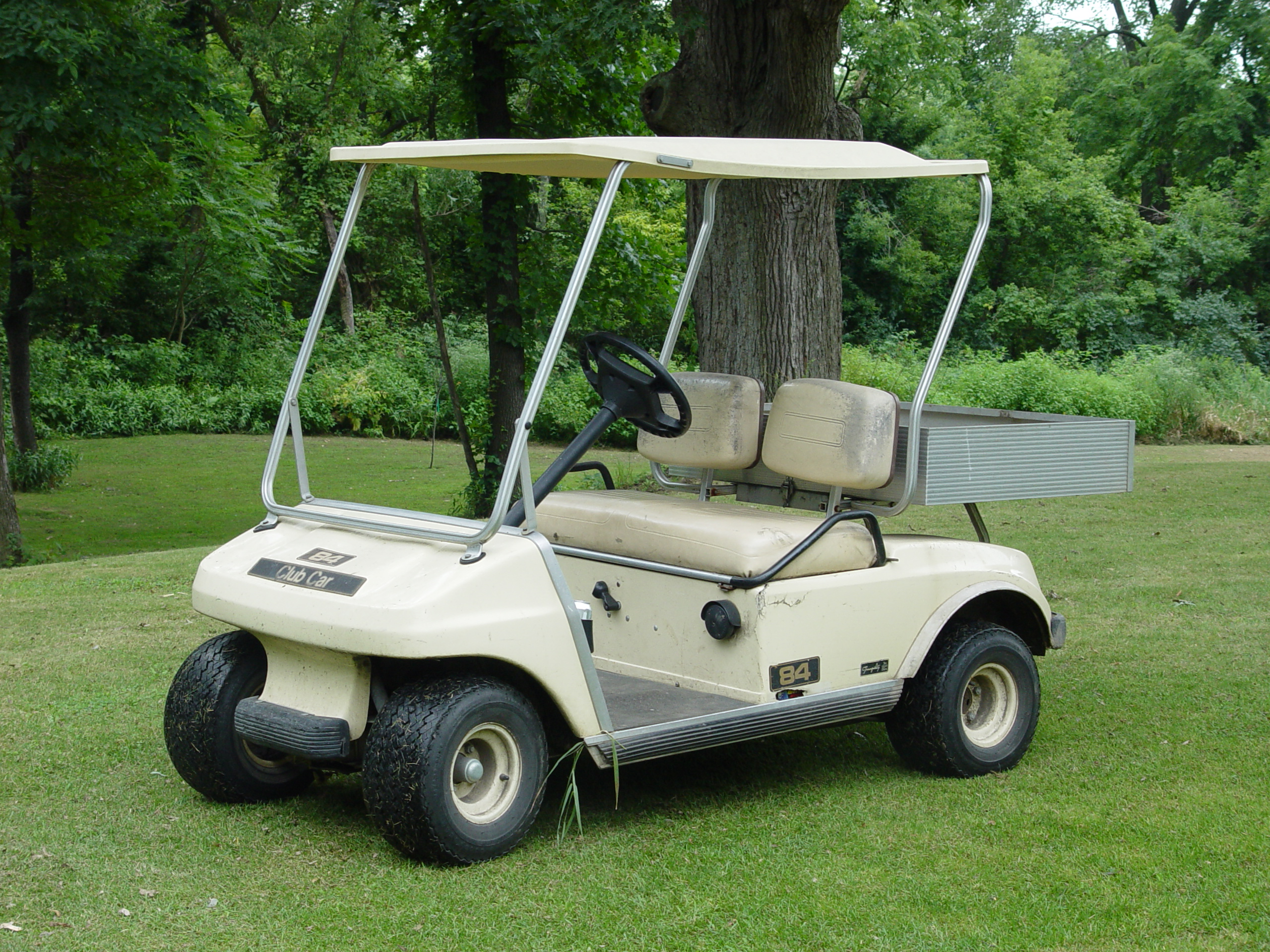
Un carrito de golf común.

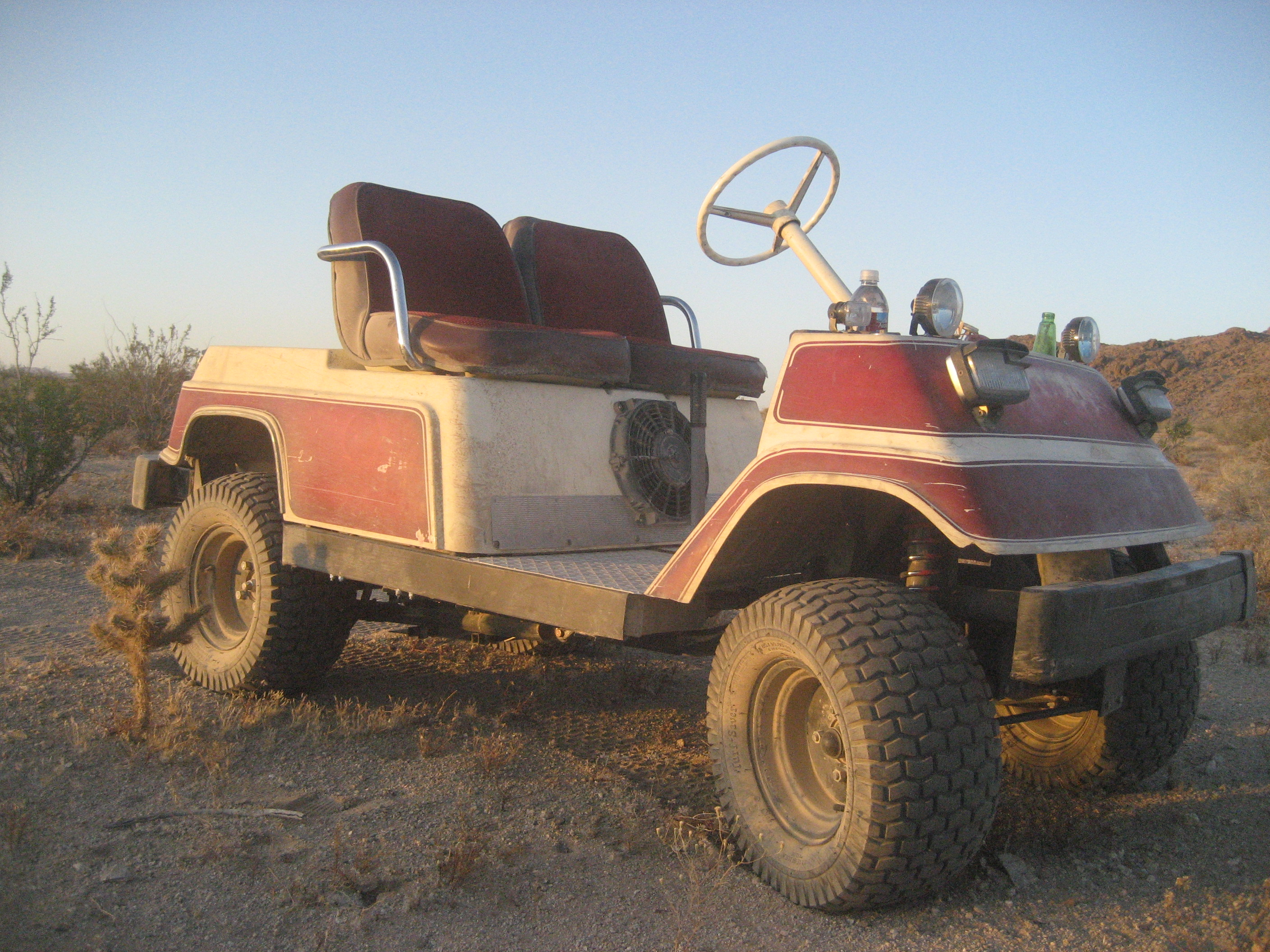
Un carrito de golf para senderos de desierto.

Un carrito de golf es un pequeño vehículo originalmente diseñado para llevar a dos golfistas y sus palos de golf a través de un campo de golf o en los senderos del desierto con menos esfuerzo que caminando.
Los carros de golf (o buggy) vienen en una amplia gama de formatos y suelen utilizarse para transportar pequeñas cantidades de pasajeros a cortas distancias y a velocidades de menos de 24 km/h, como el fabricado originalmente por ANSI Estándar z130.1  Por lo general son alrededor de 1,2 m de ancho x 2.4 m de largo x 1,8 m de altura, con un peso de 410 kg a 450 kg. La mayoría son impulsados por motores de 4 tiempos.
Con el aumento de la popularidad de los carritos de golf, muchos clubs de golf o clubes de campo ofrecen opciones de almacenamiento de energía para propietarios de carrito de golf. Esto ha dado lugar a la modificación de los carros de golf para adaptarse a su uso en el campo de golf en particular. La modificación típica incluye parabrisas, limpiadores de bolas, platos fríos, el controlador del motor o la velocidad mejorada (para aumentar la velocidad y/o el par) y kits de elevación.
En un principio, los carritos de golf eran accionados eléctricamente, pero con el tiempo comenzaron a fabricarse variantes con motor de gasolina. El tipo eléctrico se usa ahora en muchas comunidades por su falta de contaminación, el poco ruido que hace y la seguridad para los peatones por la baja velocidad a que circulan. 
La edad mínima para conducir un carrito de golf es 13 en Alabama, California, Iowa, Kansas, Kentucky, Rhode Island y Vermont. En Florida, la edad mínima es 14. En todos los demás estados, la edad mínima es de 15.

## Historia
Según se tienen antecedentes, el primero que usó un carro motorizado en un campo de golf fue J.K. Wadley de Texarkana, Texas/Arkansas, quien observó en Los Ángeles que se utilizaban carros eléctricos de tres ruedas para el transporte de las personas mayores a la tienda de comestibles. Más tarde, adquirió un carro y encontró que funcionaba mal dentro del campo de golf. El primer carro de golf eléctrico se encargó en 1932, pero no tuvo una amplia aceptación. Desde los años 1930 hasta la década de 1950, los carros de golf se empleaban mayormente para las personas con discapacidad que no pueden caminar mucho. Hacia mediados de la década 1950, el carro de golf había sido aceptado ampliamente por los golfistas, y varios fabricantes (por ejemplo, Victor Adding Machines y Sears y Roebuck) producían diversos modelos. La mayoría eran eléctrico. Merle Williams de Long Beach, California, fue un innovador en los principios del carro de golf eléctrico.      Él comenzó con conocimiento obtenido de la producción de vehículos eléctricos debido a la Segunda Guerra Mundial la gasolina de racionamiento. En 1951 la compañía comenzó la producción en Marketing de un carrito de golf eléctrico en Redlands, California. EZGO comenzó a producir coches de golf en 1954, Cushman en 1955, Club Car en 1958, Taylor-Dunn en 1961, Harley-Davidson en 1963, Yamaha Golf Car en 1979 y CT & T en 2002.
Max Walker creó el primer carro de golf de gasolina "El Ejecutivo Walker" en 1957. Trike formado con una interfaz de estilo Vespa llevaba dos pasajeros y bolsas.

## Comunidades de Carritos de Golf

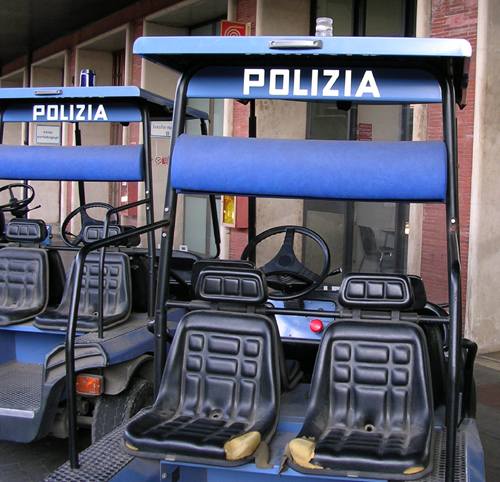
Carritos de golf de los Italianos de la Policía Estatal en estación de tren de Venecia.

Peachtree City, Georgia tiene muchos kilómetros de caminos de carritos de golf que unen la ciudad juntos. Viajes Carrito de golf es utilizado por una gran mayoría de la comunidad, especialmente entre los estudiantes de secundaria. High School McIntosh incluso tiene un estacionamiento estudiantil de carritos de golf  en el campus.
En las islas (como la isla de Santa Catalina, California, Bald Head Island, North Captiva Island, Carolina del Norte, y de Hamilton Island), los vehículos de motor son a veces limitadas y residentes utilizan carros de golf en su lugar.
The Villages, Florida, una comunidad de retiro de más de 70.000 personas, cuenta con un extenso sistema de senderos carrito de golf (estimado en unas 100 millas (160 km)) y también permite a los carros de golf en muchas calles. Es la forma más popular de transporte en esta comunidad.
En las islas tropicales de Belice carros de golf son una forma importante de transporte por carretera y se puede alquilar por los turistas.
La comunidad residencial de Discovery Bay, Hong Kong no permite el uso de vehículos privados, aparte de una flota de 520 carros de golf (con exclusión de las que operan exclusivamente en el Golf o los Clubes de Marina) . El resto de los 20.000 residentes se basan en una combinación de autobuses y coches de alquiler al viajar por todo el municipio.

## Carros de Golf en México y Latinoamérica
Las primeras marcas de carros de golf que llegaron a México y Latinoamérica fueron Club Car y Yamaha, inicialmente distribuidas por pequeños distribuidores locales que atendían a un mercado limitado. Sin embargo, con la creación de empresas como Golf Cars México, ahora conocidas como Carros de Golf México-Americanos, y Motogolf, la distribución de estos vehículos ha experimentado una auténtica revolución.
Motogolf, pionera en la importación de carros de golf desde China, maneja múltiples marcas internacionales junto con su propia línea, MG (Motogolf), además de ser distribuidores oficiales de Club Car. Por su parte, Carros de Golf México-Americanos se especializa en la distribución de EVolution, una marca de renombre en Estados Unidos que combina tecnología avanzada y diseño vanguardista.
Ambas empresas, situadas estratégicamente en el centro de la República Mexicana, han transformado el acceso a carros de golf en la región, ofreciendo calidad, variedad y un servicio excepcional que impulsa el desarrollo del mercado latinoamericano.

## Accidentes y lesiones
Junto con la creciente popularidad de los carritos de golf, el número de campos de lesiones relacionadas con la compra ha aumentado significativamente en la última década. Un estudio realizado por investigadores del Centro de Investigación de Lesiones y Política del Instituto de Investigación del Hospital Nacional de Niños encontró que el número de campos de lesiones relacionadas con la compra subió un 132% durante el período de estudio de 17 años. Según el estudio, publicado en la edición de julio de 2008 American Journal of Preventive Medicine, había lesiones cesta relacionadas con un estimado de 148.000 campos entre 1990 y 2006, desde un estimado de 5.770 casos en 1990 a cerca de 13.411 casos en 2006. Más del 30% de los campos de las lesiones relacionadas con la compra involucró a niños menores de 16 años.
El tipo más común de lesión fue de tejidos blandos daños, por lo general sólo contusiones, seguido de las fracturas, lo que constituye el 22,3% de los casos, y laceraciones, que representan el 15,5% de las lesiones. Otros tipos de lesiones son contusiones, heridas internas, subdurales hematoma, lesión de la médula espinal, o el compromiso respiratorio agudo. Aunque es poco común, algunos casos tuvieron consecuencias graves: 4 víctimas mortales, 2 parapléjicos y 1 tetrapléjicos lesiones han sido documentados.
Algunas de las principales causas de las lesiones relacionadas con accidentes carrito de golf incluido cesta vuelco, la caída / saltando de un carrito de golf en movimiento, colisión con otro vehículo u objeto fijo, golpeado / atropellado por un carro, entrar o salir de un carro. Fuera de todo esto, "cayendo o saltando de un carrito de golf fue la causa más común de lesiones tanto para adultos y niños".
Una de las razones que contribuye es que compra las características actuales de seguridad de golf son insuficientes para evitar las caídas de pasajeros o de expulsión. Los carritos de golf que se mueven a velocidades tan bajas como 11 millas por hora (18 km / h) pueden expulsar fácilmente a un pasajero durante un giro. Por otro lado, mirando hacia atrás de los asientos la cesta de golf se asocia con altas tasas de eyección de pasajeros, y la mayoría de los carritos de golf no tienen frenos en las cuatro ruedas (normalmente los frenos son sólo en las ruedas del eje trasero, por lo tanto esto limita extremadamente su potencia de frenado).
Otras lesiones con carrito de golf también se encuentran comúnmente en las zonas desérticas (es decir Valley Johnson). Conducir coches de golf en caminos de tierra, a lo largo de caer por los acantilados, por senderos rocosos que sólo debe ser atravesados con vehículos de 4 ruedas motrices, pueden llevar a lesiones.

## Adaptación de los Carritos de golf
Las nuevas tecnologías, como la SoloRider, crea un carrito de golf adaptable diseñada para un solo usuario, está permitiendo a las personas discapacitadas el acceso al campo de golf y el juego en sí. Asientos giratorios de la compra de todo, se extiende a una posición vertical, y permite que el jugador pueda mantenerse en pie, con el apoyo, y el swing con las dos manos.

## Carritos de golf extremo

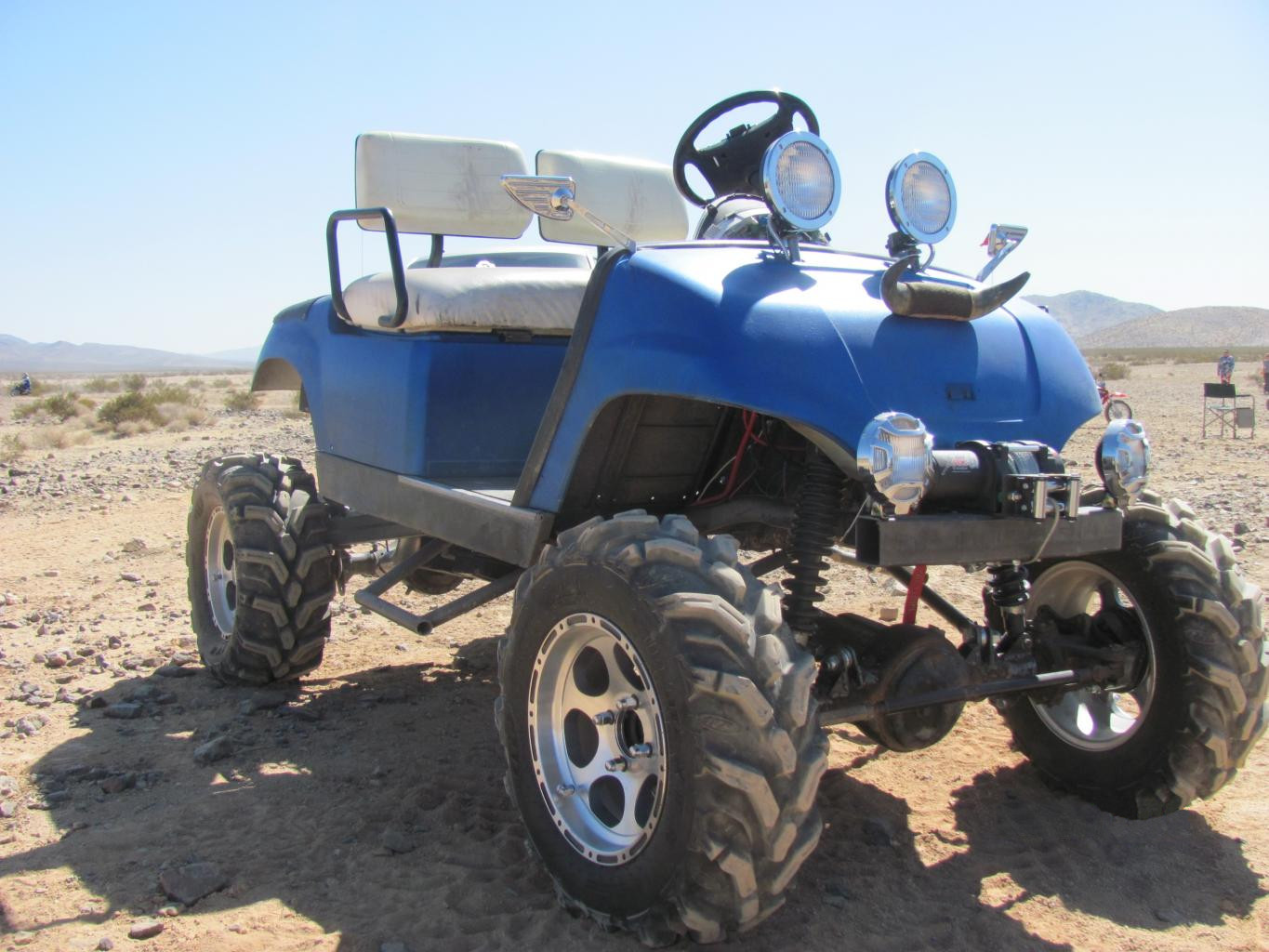
Un carrito de golf extremo

Los carritos de golf están tomando en una naturaleza extrema, siendo altamente modificado de su configuración original para realizar semejante a la creciente popularidad de la Side by Side (UTV) . Modificaciones de menor importancia como mejoras en la suspensión son comunes, mientras que los rediseños completos pueden comprender ejes y un motor de un tamaño completo automóviles .

## Fabricantes
- Club Car
- Cushman
- Melex (Polonia)
- Yamaha (Japón y EE. UU.)